# Tragicorum Graecorum Fragmenta
Tragicorum Graecorum Fragmenta (TrGF) ist der Titel mehrerer Sammlungen der verstreut überlieferten Fragmente griechischer Tragödiendichter.

## Wagner
Die erste Sammlung dieser Art stammte von Friedrich Wilhelm Wagner, der sie unter dem Titel Poetarum tragicorum Graecorum fragmenta 1844–1848 in drei Bänden erscheinen ließ. Den ersten Band, der die Fragmente der verlorenen Dramen des Aischylos und Sophokles enthielt, brachte er 1852 in einer neuen Auflage heraus; Band 2 enthielt die Fragmente von Euripides, Band 3 die von weiteren Autoren.

## Nauck
Von großer Bedeutung war die umfassende Sammlung von August Nauck, die 1856 in einem Band erschien. Seine Tragicorum Graecorum Fragmenta lieferten mit fortlaufender Nummerierung neben den drei großen Tragikern auch unzählige bisher nicht herausgegebene Autoren. Das Werk wurde insbesondere in seiner zweiten, überarbeiteten Auflage (1889, Nachdruck 1964) zu einer bedeutenden Referenz der klassischen Philologie. Ulrich von Wilamowitz-Moellendorff urteilte 1921 über sie: „Seine [Naucks] Fragmenta tragicorum sind in Vollständigkeit, Zuverlässigkeit und praktischer Anordnung unübertrefflich.“

## Snell, Radt und Kannicht
Durch zahlreiche Neufunde, vor allem von Papyri, wurde im Laufe des 20. Jahrhunderts eine neue Fragmentausgabe erforderlich. Sie wurde schließlich in den späten 60er Jahren in Angriff genommen und erschien von 1971 bis 2004 in fünf Bänden unter dem Titel Tragicorum Graecorum Fragmenta beim Göttinger Verlag Vandenhoeck & Ruprecht, herausgegeben von Bruno Snell, Stefan Radt und Richard Kannicht.
- Band 1: Didaskalien, Kataloge, Fragmente kleinerer Tragiker. Herausgegeben von Bruno Snell, 1971, zweite verbesserte Auflage 1986
- Band 2: Fragmente ohne Autor, zusätzliche Fragmente und Indizes zu Band 1. Herausgegeben von Richard Kannicht, 1981
- Band 3: Aischylos. Herausgegeben von Stefan Radt, 1985. Zweite Auflage 2009
- Band 4: Sophokles. Herausgegeben von Stefan Radt, 1977. Zweite Auflage 1999
- Band 5 (in zwei Teilbänden): Euripides. Herausgegeben von Richard Kannicht, 2004

## Diggle
Eine Ausgabe ausgewählter Fragmente griechischer Tragiker veröffentlichte James Diggle unter dem Titel:
- Tragicorum Graecorum fragmenta selecta. Edidit J. Diggle. (Oxford Classical Texts). Oxford University Press, Oxford 1998.